# Організаційний захист інформації
Організаці́йний за́хист інформа́ції — захист інформації шляхом регулювання за допомогою організаційних заходів доступу до всіх ресурсів інформаційної системи .
Згідно з ДСТУ 3396.1-96  організаційні заходи захисту інформації — комплекс адміністративних та обмежувальних заходів, спрямованих на оперативне вирішення задач захисту шляхом регламентації діяльності персоналу і порядку функціювання засобів (систем) забезпечення інформаційної діяльності та засобів (систем) забезпечення ТЗІ.